# Grete Kellenberger-Gujer
Grete Kellenberger-Gujer, nacida Margaretha Gujer (Rümlang, 12 de noviembre de 1919 - Bülach, 13 de marzo de 2011) fue una bióloga molecular suiza conocida por sus descubrimientos sobre la recombinación genética y la modificación de la restricción del ADN. Fue pionera en el análisis genético de los bacteriófagos y contribuyó al nacimiento y desarrollo de la biología molecular. 

## Biografía
Tras graduarse en la Töchterschule de Zúrich estudió química en la Escuela Politécnica Federal de Zúrich. donde conoció a Eduard Kellenberger, un estudiante de física. La pareja se casó en 1945 y en 1946 se trasladó a Ginebra. Grete desarrolló métodos para preparar y analizar muestras biológicas utilizando microscopía electrónica. Después de que Jean Weigle, director de tesis de Eduard Kellenberger, se marchara al Instituto de Tecnología de California en 1948, Grete se convirtió en la principal impulsora de la investigación sobre los fagos lambda y sus mutantes en Ginebra. Su colaboración con Jean Weigle, que volvía a Ginebra cada verano, está atestiguada por una intensa correspondencia, depositada en Caltech  y por numerosas publicaciones. El Instituto de Biofísica se convertirá Departamento de Biología Molecular de la Facultad de Ciencias de la Universidad de Ginebra 
Grete Kellenberger dio a Werner Arber las bases para sus estudios en genética de fagos. Con Arber, Grete Kellenberger publicó varios artículos entre 1957 y 1966. En una carta de 1960 a Werner Arber comparte sus pensamientos después de un seminario: " Hubo un seminario impartido por Lehman de Stanford sobre las ADNasas intracelulares en Coli, que habría sido de gran interés para usted y creo que así es como debemos abordar los fenómenos que está estudiando.[…] Pienso que con los rayos UV, probablemente hacemos puntos de ataque y luego continúa por un tiempo determinado [bajo la acción de las ADNasas], por lo que en dosis altas casi todo se destruye porque los trozos entre los puntos de ataque se van acortando cada vez más. Para P1 sería algo similar, habría una ADNasa P1 que podría atacar al ADN ordinario (bacterias lambda y Hfr por ejemplo) pero también habría una enzima P1 que fabricaría otro tipo de ADN que sería resistente. […] Es difícil abordarlo sin química  ".
Descubrió que la recombinación se debe a un intercambio físico de ADN, más que a una replicación selectiva. El artículo se publicó en las Actas de la Academia Nacional de Ciencias de Estados Unidos (PNAS) por Grete Kellenberger, Maria Ludovica Zichichi y Jean Weigle, en el mismo número que el artículo de Meselson y Weigle sobre este tema. Maria Ludovica Zichichi trabajó con Grete Kellenberger desde 1960 hasta 1962.   
En 1965, Grete, Eduard Kellenberger y parte de su grupo de investigación fueron a Manhattan, Kansas. En la Universidad Estatal de Kansas, trabaja junto al doctorando Ulrich Laemmli en el fago T4. Eduard Kellenberger regresó a Suiza sin su esposa y se divorciaron en 1967. Grete Kellenberger-Gujer continuó trabajando en Kansas y se incorporó como investigadora al laboratorio de Lucien Caro en el Laboratorio Nacional Oak Ridge en Tennessee. En 1971, Grete Kellenberger-Gujer trabajó en el grupo de Lucien Caro en el Departamento de Biología Molecular de Ginebra hasta 1980. De 1971 a 1975 trabajó junto a Douglas Berg, con quien compartía un interés en el análisis genético de bacteriófagos y el plásmido lambda dv.

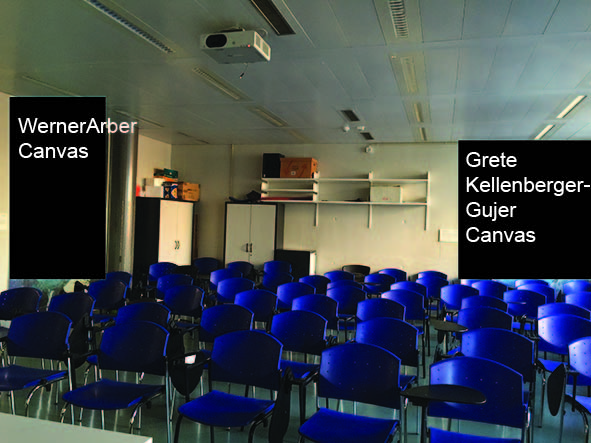
Sala de seminarios del Departamento de Biología Molecular.

## Premios y reconocimientos
La Facultad de Medicina de la Universidad de Ginebra otorgó a Grete Kellenberger-Gujer el Premio Mundial Nessim Habif en 1979.
En 2009, el Atelier Roger Pfund creó retratos de Grete-Kellenberger-Gujer para la exposición " Cara a cara ", en el marco de las celebraciones del 450 aniversario de la Universidad de Ginebra. Uno de estos cuadros decora actualmente el Departamento de Biología Molecular de la Facultad de Ciencias de la Universidad de Ginebra frente al retrato de Werner Arber.